# Cheddi Jagan International Airport
Cheddi Jagan International Airport, vroeger bekend als luchthaven Timehri, is de nationale luchthaven van Guyana. De luchthaven ligt in Timehri, op 41 km van Georgetown, de hoofdstad van Guyana. Het is de belangrijkste internationale luchthaven van het land.

## Geschiedenis
In 1941 kreeg het Amerikaanse leger toestemming een vliegbasis aan te leggen in Brits-Guiana. Op 14 juni 1941 begon de constructie van een vliegveld op het terrein van Hyde Park. De vliegbasis kreeg de naam Atkinson Field naar luitenant-kolonel Bert M. Atkinson, een Amerikaanse piloot tijdens de Eerste Wereldoorlog. In 1969 werd de naam gewijzigd in Timehri International, en in 1997 werd het vliegveld hernoemd naar Cheddi Jagan International Airport ter ere van president Cheddi Jagan.

## Ongelukken
Op 9 november 2018 vertrok een Boeing 757 van Fly Jamaica Airways naar Toronto Pearson met 120 passagiers en 8 bemanningsleden. Na vertrek werd een probleem met het hydraulisch systeem geconstateerd, en is het vliegtuig teruggekeerd. De Boeing schoot over de landingsbaan en kwam tegen een hek tot stilstand. Er waren 6 gewonden, waarvan één op 16 november was overleden.